# 福岡県道771号谷垣徳益線
福岡県道771号谷垣徳益線（ふくおかけんどう771ごう たにがきとくますせん）は、福岡県柳川市を通る一般県道である。

## 概要
柳川市大和町谷垣から柳川市大和町徳益に至る。
起点付近は大型車の通行が困難な狭隘道路となっているが、柳川市大和町栄から終点までの区間は、2008年（平成20年）3月29日に暫定完成した有明海沿岸道路の一般部となっており、歩道が確保されている。

### 路線データ
- 起点：福岡県柳川市大和町谷垣
- 終点：福岡県柳川市大和町徳益（徳益交差点、国道208号交点、福岡県道772号徳益蒲船津線起点）
- 総延長：7.3 km

## 路線状況

### 重複区間
- 福岡県道・佐賀県道18号大牟田川副線（柳川市大和町栄・栄皿垣交差点 - 柳川市大和町栄・栄伏木交差点）

## 地理

### 通過する自治体
- 柳川市

### 交差する道路
| 交差する道路                                           | 交差する場所 | 交差する場所                   |
| ------------------------------------------------------ | ------------ | ------------------------------ |
| 福岡県道・佐賀県道18号大牟田川副線                     | 大和町谷垣   | [ 注釈 1 ]                     |
| 有明海沿岸道路                                         | 大和町栄     | 大和南IC入口交差点 大和南IC    |
| 福岡県道・佐賀県道18号大牟田川副線 重複区間起点        | 大和町栄     | 栄皿垣（さかえさらかき）交差点 |
| 福岡県道・佐賀県道18号大牟田川副線 重複区間終点        | 大和町栄     | 栄伏木（さかえふしぎ）交差点   |
| 有明海沿岸道路                                         | 大和町栄     | 大和北IC                       |
| 福岡県道714号高田柳川線 / バイパス                     | 大和町豊原   | 豊原西交差点                   |
| 福岡県道714号高田柳川線                                | 大和町豊原   | 野田交差点                     |
| 有明海沿岸道路 国道443号 / 三橋瀬高バイパス            | 大和町豊原   | 徳益IC交差点 徳益IC            |
| 国道208号 福岡県道772号徳益蒲船津線 / 有明沿岸道一般部 | 大和町徳益   | 徳益交差点 / 終点              |

### 沿線
- 有明海
- 大和海洋センター
- 柳川市立有明小学校
- 柳川市立皿垣小学校